# William Colgate
William Colgate (Hollingbourne, 25 gennaio 1783 – New York, 25 marzo 1857) è stato un industriale anglo-americano che nel 1806 fondò quella che sarebbe diventata la Colgate-Palmolive Company.

## Primi anni di vita
William Colgate nacque a Hollingbourne, nel Kent, Inghilterra, il 25 gennaio 1783. Era figlio di Robert Colgate (1758–1826), agricoltore e politico, e di sua moglie Sarah (nata Bowles). La famiglia si trasferì in una fattoria nei pressi di Shoreham quando William aveva sei anni.
Il padre era un simpatizzante delle rivoluzioni americana e francese, i cui ideali repubblicani lo spinsero ad abbandonare la fattoria nel marzo 1798 per emigrare a Baltimora, nel Maryland, negli Stati Uniti d'America. Successivamente, la famiglia si stabilì in una fattoria nella contea di Harford. Robert avviò una società con Ralph Maher per la produzione di sapone e candele, attività in cui il giovane William collaborava. Tuttavia, la società si sciolse dopo due anni. In seguito, la famiglia si stabilì nella contea di Delaware, nello stato di New York.

## Carriera
William Colgate si trasferì a New York nel 1804, dove iniziò a lavorare come apprendista presso un produttore di sapone. Osservando quella che considerava una cattiva gestione, trasse insegnamenti preziosi da applicare in una propria attività. Al termine dell’apprendistato, scrisse a rivenditori di altre città con l’intento di stabilire rapporti commerciali.
Nel 1806, William avviò un’attività di produzione di amido, sapone e candele in Dutch Street, a Manhattan.  Nel 1820, aprì una fabbrica di amido sull’altra sponda del fiume Hudson, a Jersey City.
Colgate divenne uno degli uomini più prosperi di New York, apprezzato per la sua saggezza e disponibile ad aiutare altri in iniziative imprenditoriali concrete. Grazie a ciò acquisì una vasta influenza, in particolare tra coloro che condividevano la sua fede.

## Vita privata
Nel febbraio 1808, il reverendo William Parkinson, pastore della First Baptist Church della città di New York, battezzò William Colgate all’età di ventitré anni; Colgate divenne in seguito diacono. Nel 1811 si trasferì alla Oliver Street Baptist Church. Nel 1838 divenne membro della Tabernacle Baptist Church, alla cui costruzione aveva contribuito in modo significativo.
Colgate fu un fedele sostenitore della sua religione, praticando la decima per tutta la sua lunga e fortunata carriera imprenditoriale.

### Famiglia
William Colgate sposò Mary Gilbert (1788–1855) il 23 aprile 1810, e la coppia ebbe nove figli: Robert (1812–1885), Gilbert (1814–1838), Sarah (1816–1859), James (1818–1904), William III (1820–1838), Samuel (1822–1897), Mary IV (1826–1873), Joseph (1828–1865) e Martha (1831–1837).
Il figlio Robert acquistò la tenuta Stonehurst a Riverdale-on-Hudson, nel Bronx, intorno al 1859, poco dopo la sua costruzione; la proprietà è stata inserita nel National Register of Historic Places nel 1983. Il figlio di Robert, Romulus Riggs Colgate, costruì la Colgate Mansion a Sharon, nel Connecticut.

## Filantropia
William Colgate contribuiva annualmente con donazioni per sostenere le spese della Hamilton Literary and Theological Institution (in seguito Madison University and Theological Seminary); fu inoltre tra i più strenui oppositori del trasferimento dell’istituto nella città di Rochester.[why?] I suoi figli James e Samuel furono entrambi benefattori della Madison University and Theological Seminary. Dopo settant’anni di coinvolgimento da parte della famiglia Colgate, l’istituto fu rinominato Colgate University nel 1890.
Colgate fu un donatore regolare ai fondi della Baptist Missionary Union e si assunse personalmente l’intero sostegno economico di un missionario all’estero.

## External links
- William Colgate and Company records at Baker Library Special Collections, Harvard Business School.
- The Reformed Reader biography
- (EN) William Colgate, in Find a Grave.